# Klawdija Timofejewna Nowgorodzewa

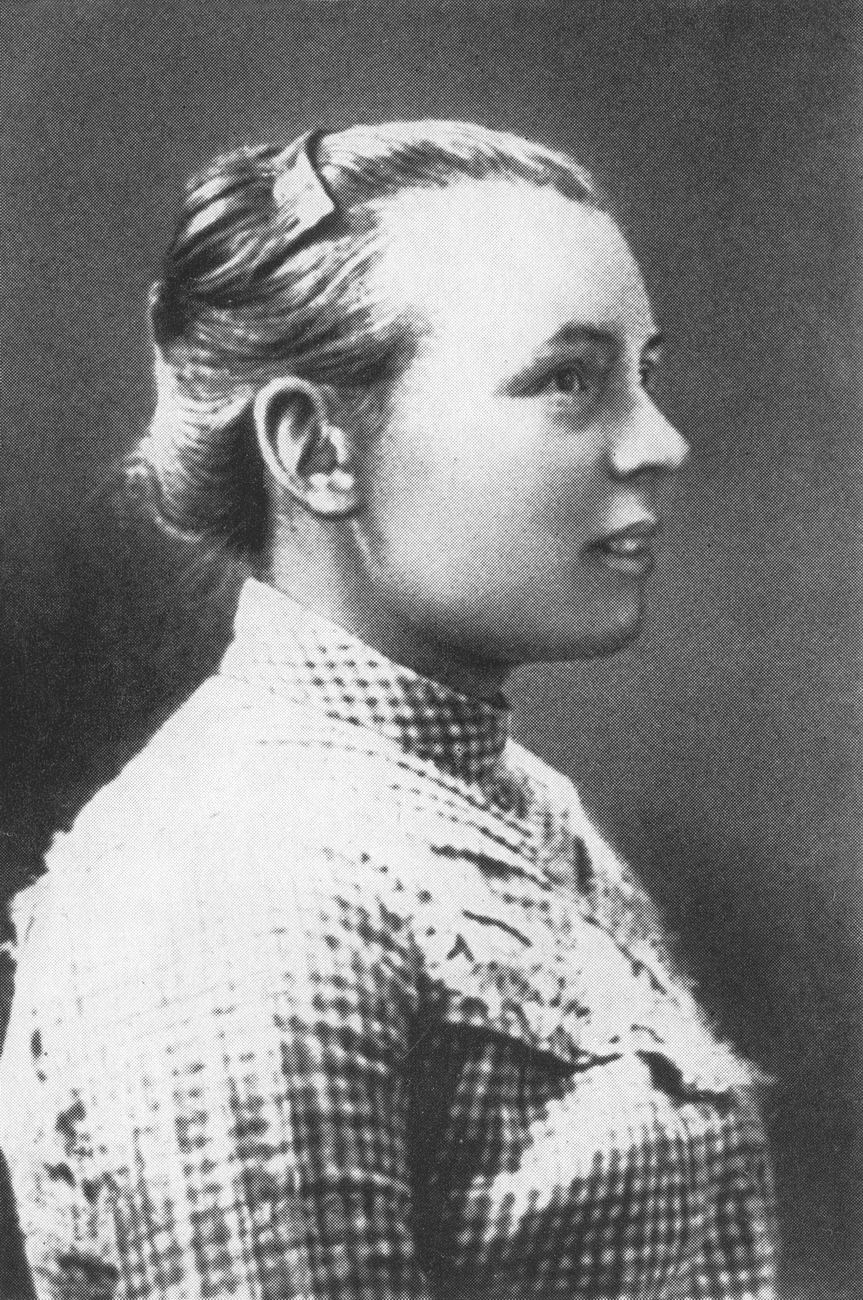
Klawdija Nowgorodzewa (1905)

Klawdija Timofejewna Nowgorodzewa (russisch Клавдия Тимофеевна Новгородцева; * 10.jul. / 22. März 1876greg. in Jekaterinburg; † 23. März 1960) war eine Funktionärin der russischen revolutionären Bewegung und die Lebensgefährtin des Staatsoberhaupts Jakow Swerdlow.

## Leben
Nowgorodzewa war ab 1904 Mitglied der SDAPR. Während der Revolution von 1905 leistete sie Parteiarbeit im Ural. Ab Juli 1917 leitete sie den Verlag des Zentralkomitees (ZK) der Bolschewiki Priboi. An der Vorbereitung und Durchführung der Oktoberrevolution war sie beteiligt. Ab März 1918 war sie Beraterin des Sekretärs des ZK der Kommunistischen Partei und Leiterin des Sekretariats des ZK der Partei. Ab 1920 leitete sie die Abteilung Kindereinrichtungen im Gesamtrussischen Zentralexekutivkomitee, danach arbeitete sie im Verlagswesen.
Nowgorodzewas und Swerdlows gemeinsamer Sohn Andrei (1911–1969) wurde NKWD-Agent und persönlicher Referent von Lawrenti Beria.

## Schriften
- Klawdija Swerdlowa: Jakow Michailowitsch Swerdlow : Erinnerungen an einen Kampfgefährten Lenins. Aus dem Russischen übersetzt von Else Zaisser. Dietz, Berlin 1965